# I AM (DAMIJAWのアルバム)
『I AM』（アイアム）は、DAMIJAWの1枚目のオリジナルアルバム。2010年4月28日にavex traxから発売された。

## 概要
完全限定生産盤と通常盤の2種類が同時発売。「WARNING 〜その先は…破滅!〜」は、BeeTV配信ドラマ『デス・ゲーム・パーク』主題歌にタイアップ。
作詞、作曲は全てka-yuが担当し、編曲は彼と原田喧太が行っている。レコーディングにはギターに原田、ドラムにshuji（from.Janne Da Arc）が参加。またコーラスでYuka、KOTO、実谷ななが参加。

## 収録曲
太字はシングルナンバー。
1. WARNING 〜その先は…破滅!〜
2. Regress?Progress?
3. 無力な自分が許せない
4. Lost My…
5. ドランケンシュタイン
6. KENTA
7. message
8. BIRTHDAY 〜ダミ嬢の憂鬱〜
9. DAMI
10. JAW
11. ゆびきり
12. I AM
13. WE WILL BE（ボーナストラック）

### DVD収録内容
1. 無力な自分が許せない【MUSIC CLIP】
2. ダーミー城の吸血悪魔(笑)【MUSIC CLIP】
3. OFF SHOT